# 天全钓樟
天全钓樟（学名：Lindera tienchuanensis）为樟科山胡椒属下的一个种。

## 扩展阅读
- 維基物種上的相關：天全钓樟